# Moose Pass
Moose Pass è un census-designated place (CDP) degli Stati Uniti d'America, situato nello Stato dell'Alaska e in particolare nel Borough della Penisola di Kenai.

## Geografia
Moose Pass si trova alle coordinate 60°29′16″N 149°22′15″W a circa 80 chilometri (in linea retta) a sud di Anchorage, all'interno della Foresta Nazionale di Chugach (Chugach National Forest). La località affianca il lago Upper Trail, importante vivaio di salmoni. Altri laghi vicini sono: il lago Kenai, il lago Crescent, il lago Grant, il lago Ptarmigan e il lago Lower Trail.
La quota in altitudine di Moose Pass è di 144 m s.l.m.

## Storia
Il villaggio fu fondato durante la "corsa all'oro di Hope-Sunrise" alla fine del XIX secolo. Il primo ufficio postale della zona fu fondato da Leonora (Estes) Roycroft che diede anche il nome al villaggio. Negli anni 1910-11 la cittadina acquistò una certa importanza quando il primo tracciato originale della corsa con slitte trainate da cani Iditarod National Historic Trail costeggiava il lago Upper Trail.

## Clima
Il clima è subartico continentale. Le temperature più alte si registrano in luglio con 19 °C (con punte massime di 32 °C); quelle più basse in gennaio con -14 °C (con punte minime di 42 °C). In un anno nevica cumulativamente per oltre 2 metri.

## Infrastrutture e trasporti
L'area è attraversata dalla Alaska Route 9 che insieme alla Alaska Route 1, in parte indicata come autostrada Seward (Seward Highway), collega Anchorage con Seward. Le distanze chilometriche dalle due città sono: 155 km da Anchorage e 46 km da Seward. Nei pressi della cittadina passa anche la Alaska Railroad che collega Seward con Fairbanks passando per Anchorage e il Parco nazionale di Denali.
All'estremità est del territorio del Moose Pass si trova l'importante bivio "Tern Lake Junction": lasciando alle spalle Moose Pass, a destra si prosegue verso Anchorage sull'autostrada Seward, a sinistra verso Soldotna sull'autostrada Sterling. Al bivio termina inoltre la Alaska Route 9 iniziata a Seward.